# Sapajus libidinosus
Cebus libidinosus · Sajou lascif, Sajou barbu
Espèce
Synonymes
- Cebus libidinosus

Statut de conservation UICN

 LC  : Préoccupation mineure
Statut CITES
Le sajou lascif ou sapajou à barbe (Sapajus libidinosus ou Cebus libidinosus) est une espèce de primates de la famille des Cebidae.

## Autres noms
Bearded tufted capuchin. Macaco prego (Brésil).

## Distribution
Est de l’Amérique du Sud. Nord-est du Brésil dans le Nordeste et le Plateau du Brésil (États du Maranhão, du Piauí, du Ceará, du Rio Grande do Norte, de la Paraíba, du Pernambouc, du Sergipe, de Bahia, du Minas Gerais, de Goiás et du Tocantins). Au nord et au nord-est jusqu’à la côte atlantique entre les Rios Itapicuru et São Francisco, à l’est tout le long du Rio São Francisco (ce fleuve séparant dans le passé cette espèce du Sapajou à poitrine jaune), à l’ouest le long du Rio Araguaia et au sud jusqu’au Rio Grande.

## Sous-espèces
Aucune. Les différences phénotypiques relevées entre les spécimens situés dans l’interfluve Rio Tocantins-Rio Araguaia (elegans) et les autres (libidinosus) ne sont pas significatives au point de permettre la distinction de deux taxons.

## Hybridation
S’hybriderait ou s’intergraderait avec le Sapajou noir (C. (S.) nigritus) dans le sud du Minas Gerais.

## Habitat
Cerrado et caatinga. Mangrove.

## Sympatrie et association
S’associe dans le Rondônia au Saïmiri à dos doré (Saimiri ustus), plus au sud au Saïmiri de Bolivie (Saimiri boliviensis). On le rencontre aussi avec le Saki à nez blanc (Chiropotes albinasus).
Dans une réserve du Piauí, Patrícia Izar, Jeanne Shirley et al. ont observé un sapajou tenir dans ses bras un Ouistiti du Nordeste (Callithrix jacchus), le laissant aussi aller sur sa poitrine et son dos. Alors que le capucin avait éclaté une noix avec le système marteau/enclume, il la donna à manger au ouistiti. Ce dernier est resté en association permanente avec le groupe de capucins pendant au moins quinze semaines. Le transport et l’alimentation interspécifiques représentent un cas unique chez les primates.

## Description
Plus petit et moins lourd que le Sapajou noir (C. (S.) nigritus). Crête sagittale du mâle adulte bien développée. Pelage court et soyeux. Épaules jaune orangé. Dos et croupe marron grisâtre mêlé de quelques poils roussâtres. Raie dorsale diffuse et interrompue à mi-dos. Flancs, ventre et gorge jaune orangé (assez souvent - >30 % - orange doré chez elegans). Thorax jaune orangé sombre (assez souvent orange doré chez elegans). Surface latérale des bras et des jambes bicolore mal définie, marron jaune (assez souvent orange doré chez elegans) puis marron noirâtre. Surface médiale des bras marron jaune clair. Surface latérale des jambes marron jaune mêlé de quelques poils roussâtres (assez souvent orange doré chez elegans). Surface médiale des jambes marron roussâtre. Queue marron clair dessus et dessous (assez souvent orange doré chez elegans), avec un pinceau marron noirâtre peu contrastant. Nuque roux ferrugineux brillant. Couronne marron noirâtre, avec des touffes érigées et fondues donnant un aspect « en brosse ». Sourcils absents ou quasi. Tête uniformément claire. Favoris marron sombre. Pas de tract préauriculaire. Barbe courte.
Cas d’albinisme total. Variations individuelles importantes qui concernent de nombreuses parties du corps (les flancs peuvent être marron jaunâtre, marron jaune clair, marron grisâtre teinté de roussâtre ou marron gris clair, les bras peuvent être marron ou marron sombre, le ventre peut être jaune, marron jaunâtre, marron orangé, marron roussâtre ou jaune roussâtre, la queue peut être marron ou marron noirâtre, la couronne peut être marron, marron clair ou marron sombre).

## Densité
9,8/km² (fazenda Água Limpa, Corregó da Onça, Distrito Federal, d’après Henriques et Cavalcante). 23,2/km² (Riacho Fundo, Distrito Federal, d’après Queiroz).

## Mensurations
Corps de 34 à 44 cm. Queue de 45 à 56 cm. Poids de 2,7 à 3,8 kg (mâle) et de 2 à 2,8 kg (femelle).

## Locomotion
Quadrupède. Sauteur occasionnel. Suspension. Queue préhensile.

## Comportements basiques
Diurne. Arboricole.

## Activités
Dans le Parc national de la Serra da Capivara, il cherche sa nourriture visuellement (48,6 %), par manipulation (31,5 %) ou par destruction (19,8 %).

## Alimentation et utilisation d'outils
Généraliste opportuniste. Quasi-omnivore à tendance frugivore. Dans le Parc national de la Serra da Capivara, il utilise des pierres pour creuser la terre à la recherche de bulbes, de racines et d'araignées fouisseuses ; pour éclater des branches mortes, des cactus ou des graines ; et pour briser les fruits du jatobá (Hymaenea sp.) et de l'anacardier (noix de cajou). Il utilise aussi des branches pour tester des trous et des crevasses et y dénicher des proies (lézards...).

## Taille du groupe
2,5 (fazenda Água Limpa). 4 (Riacho Fundo).

## Développement
Le bébé pèse 200 g à la naissance. Maturité sexuelle : 6-7 ans.

## Communication orale
À Gilbués (Piauí), les mâles poussent un ‘wah wah wah’ en réponse à un bruit soudain (d’après P. Izar).

## Conservation
AP de l’Ilha do Caju (delta du Parnaíba, frontière côtière Maranhão/Piauí), PN de la Serra da Capivara (État du Piauí), PN d’Ubajara, SE de Aiuaba et Chapada do Araripe (État du Ceará), RE de la Mata do Rio Vermelho (État du Paraíba), RB de la Serra Negra et PN de Dois Irmãos (État du Pernambuco), PN de l’Araguaia (État du Tocantins), PN d’Emas et A. protégée de la Serra dos Pireneus (État du Goiás), PN de Grande Sertão Veredas (frontière Minas Gerais/Bahia), au Brésil.